# فالنتين ايفانوف
فالنتين ايفانوف (بالألمانية: Walentin Konstantinowitsch Iwanow) (و. 1908 – 1992 م) هو رياضياتي، وأستاذ جامعي، من الإمبراطورية الروسية، ولد في سانت بطرسبرغ، وكان عضوًا في الأكاديمية الروسية للعلوم، توفي في يكاترينبورغ، عن عمر يناهز 84 عاماً.

## التعليم
تعلم في Ural Federal University ‏، وكلية الرياضيات والميكانيكا، جامعة سانت بطرسبرغ الحكومية ‏.

## جوائز
حصل على جوائز منها:
- وسام شارة الشرف
- جائزة لينين.